# Lovely Rita
Lovely Rita (englisch für „entzückende Rita, reizende Rita“) ist ein Lied der britischen Band The Beatles, das 1967 als zehnter Titel auf dem Album Sgt. Pepper’s Lonely Hearts Club Band veröffentlicht wurde. Als Copyright-Inhaber sind Lennon/McCartney angegeben.

## Aufnahme
Die Aufnahmen für diese Paul-McCartney-Komposition fanden am 23. und 24. Februar sowie am 7. und 21. März 1967 in den Abbey Road Studios (Studio 2) in London mit dem Produzenten George Martin in London statt. Geoff Emerick war der Toningenieur der Aufnahmen.
Die Studioarbeit, bei der auch viel mit Bandgeschwindigkeiten experimentiert wurde, erstreckte sich über vier Tage. George Martins Klaviersolo wurde langsamer aufgenommen und später beschleunigt. Zudem wurde die Antriebsrolle der Bandmaschine mit Editierband umklebt, wodurch das Band leicht angehoben wurde und leierte. So bekam das Klavier einen altmodischen Honky-Tonk-Klang. George Harrison hatte die Idee, auf Kamm und Papier zu blasen. Auch davon flossen Teile in die endgültige Aufnahme ein.
Schließlich hatten die Beatles das Gefühl, dem Song fehle noch das „gewisse Extra“. So begannen sie in wilder Manier Mundlaute zu improvisieren, die, mit starkem Hall unterlegt, vor allem am Ende des Stückes zu hören sind. John Lennon schätzte dieses Stück nicht besonders, da er es für langweilig hielt. Auch George Martin mochte es von den Liedern auf dem Sgt.-Pepper-Album wenig.
Es wurde eine Monoabmischung am 21. März 1967 und eine Stereoabmischung am 17. April hergestellt. Bei der Monoversion variiert die Lautstärke der gesprochene Worte am Ende des Liedes im Vergleich zur gängigen Stereoversion.
Besetzung:
- John Lennon: Akustikgitarre, Papier und Kamm, Hintergrundgesang
- Paul McCartney: Bass, Klavier, Papier und Kamm, Gesang
- George Harrison: Akustikgitarre, Papier und Kamm, Hintergrundgesang
- Ringo Starr: Schlagzeug, Papier und Kamm
- George Martin: Klavier

## Inhalt
Der Text bezieht sich angeblich auf ein freundliches Zusammentreffen eines Parksünders mit einer „ein bisschen militärisch“ wirkenden Politesse namens Meta Davis, die McCartney gegenüber der chinesischen Botschaft am Portland Place (in der Nähe vom Broadcasting House der BBC) erstmals sah. McCartney erinnerte sich daran, dass ihm jemand erzählt habe, im US-amerikanischen Slang würden Politessen, die Parkuhren (parking meter) kontrollierten, meter maids genannt. Erst soll er an ein satirisches Spottlied gedacht haben, aber schon bald fand er es besser, eine Art Flirt zu beschreiben. Der Ausdruck maid habe ihn außerdem gereizt.

## Sonstiges
Thomas Brasch benannte nach diesem Lied 1975 ein Drama, dessen Protagonistin Rita Grabow die lebende Antithese zu der Rita des Liedes verkörpert.

## Veröffentlichung
- Am 30. Mai 1967 erschien in Deutschland das 12. Beatles-Album Sgt. Pepper’s Lonely Hearts Club Band, auf dem Lovely Rita enthalten ist. In Großbritannien wurde das Album am 26. Mai veröffentlicht, dort war es das neunte Beatles-Album. In den USA erschien das Album sechs Tage später, am 1. Juni, dort war es das 14. Album der Beatles.
- Am 26. Mai 2017 erschien die 50-jährige Jubiläumsausgabe des von Giles Martin und Sam Okell neuabgemischten Albums Sgt. Pepper’s Lonely Hearts Club Band (Super Deluxe Box), auf dieser befinden sich, neben der Monoversion, die bisher unveröffentlichte Version (Speech And Take 9) von Lovely Rita.